# Kleszczów (gmina)
Pour les articles homonymes, voir Kleszczów.
Kleszczów est une gmina (commune) rurale (gmina wiejska) du powiat de Bełchatów, dans la Voïvodie de Łódź, dans le centre de la Pologne.
Son siège administratif (chef-lieu) est le village de Kleszczów, qui se situe à environ 18 kilomètres au sud de Bełchatów (siège du powiat) et 64 kilomètres au sud de Łódź (capitale de la voïvodie)
La gmina couvre une superficie de 124,82 km2 pour une population de 4 425 habitants en 2007.

## Histoire
De 1975 à 1998, la gmina est attachée administrativement à la voïvodie de Piotrków.

Depuis 1999, elle fait partie de la voïvodie de Łódź.

## Géographie
La gmina inclut les villages et localités de :

Localisation de la gmina dans la powiat

- Adamów
- Antoniówka
- Biłgoraj
- Bogumiłów
- Czyżów
- Dąbrowa
- Dębina
- Faustynów
- Kamień
- Karolów
- Kleszczów
- Kocielizna
- Kolonia Łuszczanowice
- Łękińsko
- Łuszczanowice
- Piaski
- Rogowiec
- Słok-Młyn
- Stefanowizna
- Wola Grzymalina
- Wolica
- Żłobnica

### Gminy voisines
La gmina de Kleszczów est voisine des gminy de:
- Bełchatów
- Dobryszyce
- Kamieńsk
- Kluki
- Lgota Wielka
- Sulmierzyce
- Szczerców

## Structure du terrain
D'après les données de 2007, la superficie de la commune de Kleszczów est de 113,33 kilomètres carrés, répartis comme telle :
- terres agricoles : 42 % ;
- forêts : 28 %.

La commune représente 12,90 % de la superficie du powiat.

## Démographie
Données du 31 décembre 2007 :
| Description        | Total  | Total | Femmes | Femmes | Hommes | Hommes |
| ------------------ | ------ | ----- | ------ | ------ | ------ | ------ |
| Unité              | Nombre | %     | Nombre | %      | Nombre | %      |
| Population         | 4 425  | 100   | 2 224  | 50,3   | 2 201  | 49,7   |
| Densité (hab./km2) | 35     | 35    | 17     | 17     | 18     | 18     |